# Wilkins-Küste
Koordinaten: 70° S, 63° W
Die Wilkins-Küste ist ein Küstenabschnitt im Osten der Antarktischen Halbinsel. Im Palmerland liegt er zwischen dem Kap Agassiz und dem Kap Boggs. Im Norden schließt sich die Bowman-Küste an, und im Süden die Black-Küste.
Das Advisory Committee on Antarctic Names benannte sie 1953 nach dem australischen Polarforscher Hubert Wilkins (1888–1958), der am 20. Dezember 1928 mit einer Lockheed Vega von Deception Island aus die Antarktische Halbinsel von Westen nach Osten überflog und dabei die Stefansson Strait und die Hearst-Insel erreichte, die beide auf halber Strecke vor der Wilkins-Küste liegen.